# La Compagnie créole
La Compagnie créole est un groupe de variété français, originaire des Antilles françaises et de Guyane. Devenu populaire dans les années 1980, il est passé à la postérité à travers la francophonie et certains de ses tubes sont demeurés célèbres dans la culture populaire.

## Biographie
Fondé en 1975, le groupe sort un premier album en 1976, Ba Moin ti bo, suivi en 1982 de l'album Blogodo. 
En 1983, le groupe sort les titres Vive le Douanier Rousseau ! et C'est bon pour le moral, qui seront deux de ses plus grands succès avec respectivement 400 000 et 500 000 exemplaires vendus,. C'est avec Vive le Douanier Rousseau ! que le groupe est candidat de la sélection française pour le Concours Eurovision de la chanson 1983, présenté par Jean-Pierre Foucault et Marie Myriam, le 20 mars 1983, sur Antenne 2. À la suite d'un sondage SOFRES auprès d'un panel du public, le groupe se classe 2e, après Guy Bonnet et sa chanson Vivre, choisi comme représentant de la France.
De 1984 à 1987, paraissent d'autres tubes, comme Le Bal masqué, Ça fait rire les oiseaux et Ma première biguine-partie.
Après avoir été l'une des têtes d'affiche des tournées Âge tendre, la tournée des idoles saison 4 (2009—2010) et 5 (2010—2011), La Compagnie Créole organise le 27 mai 2011 une grande soirée en leur honneur à Paris.
En 2018, ses membres participent en tant qu’invités dans Quatre mariages pour une lune de miel sur TF1.
À l'été 2020, ils détournent dans une vidéo leur propre tube Le Bal masqué en modifiant les paroles en Sortons masqués pour inciter au port du masque lors de la pandémie de Covid-19.
En 2024 ils participent à la saison 6 de Mask Singer sur TF1, sous le costume de la main.

## Production
Le groupe a publié un total de vingt albums. Bien que le groupe revendique 60 millions de disques vendus,, ce chiffre semble peu probable étant donné que leurs ventes sont en réalité estimées à 6 millions de disques en France, et qu'ils n'ont classé qu'un seul album à l'étranger, au Canada. Ils n'ont jamais été classés dans les autres marchés principaux,,,,.

## Membres
Le groupe est composé de cinq membres à l'origine, et aujourd'hui de trois membres :
- Clémence Bringtown (née le 17 décembre 1948 au Robert, Martinique) — chant, danse
- José Sébéloué  (né le 17 septembre 1948 à Ouanary, Guyane et mort le 3 septembre 2023) — guitare, percussions, chant
- Julien Tarquin (né le 16 septembre 1951 au Marigot, Martinique) — basse, chant
- Guy Bevert (né le 18 février 1949 à Basse-Terre, Guadeloupe) — batterie, percussions, chant
- Arthur Apatout (né le 6 juin 1951 à Pointe-à-Pitre, Guadeloupe) —Ancien membre du groupe Ottawan - leader et créateur du groupe Compagnie Créole , composition, guitare, chant. A quitté le groupe pour s'investir dans ses projets solos. Il est désormais producteur auteur compositeur. En 2003 il reçoit le prix de la plus belle biguine pour le titre "Invitation" interprété par Martine Sylvestre.

## Discographie

### Albums studio
- 1982 : Blogodo
- 1983 : Vive le douanier Rousseau
- 1984 : Le Bal masqué
- 1986 : Ça fait rire les oiseaux
- 1987 : La Machine à danser
- 1989 : Cayenne carnaval
- 1992 : Le Mardi gras
- 1995 : La Fiesta (souris à la vie)
- 1997 : Je reviens chez vous
- 1999 : L'Album 1999
- 2000 : La Samba du Millénaire
- 2005 : La Plus Grande Fiesta créole
- 2010 : O ! Oh ! Obama
- 2012 : En bonne compagnie
- 2015 : Carnavals du monde
- 2016 : Les Comptines de la Compagnie créole
- 2018 : Sur la Route du Rhum

### Chants de Noël
- 1984 : Bons Baisers de Fort-de-France (Noël, joyeux Noël)[14]
- 1996 : La Compagnie chante Noël
- 1999 : Noël 99
- 2000 : Chante Noël
- 2008 : Noël avec la Compagnie créole
- 2022 : Noël de chez nous, Noël de partout

### Compilations
- 1988 : Les Plus Grands Succès
- 1990 : Megamix
- 1993 : Les Plus Belles Chansons de la Compagnie créole
- 1993 : The Very Best of La Compagnie créole
- 1996 : Leurs plus grands succès
- 2000 : Master série - La Compagnie créole
- 2002 : 20 ans déjà
- 2003 : Les Grands Succès
- 2007 : 25 ans de succès
- 2007 : La Compagnie créole - 25e anniversaire
- 2008 : Mégamix 2008
- 2008 : Best of Simple
- 2009 : Intégrale 1982-1990
- 2012 : En bonne compagnie

### Principales chansons
- A.I.E.
- Ba moin en tibo
- Bons Baisers de Fort-de-France
- Bon Anniversaire maman
- C'est aux vacances que va ma préférence
- C'est bon pour le moral
- Ça fait rire les oiseaux
- Ça ira
- Cécilia
- Chaud au cœur
- Collé collé
- Dans le jumbo
- Faut pas laisser l'amour s'enfuir
- Invit'la à zouker
- Je me lève en dansant
- Jodi jou
- Jumbo, jumbo
- L'An misic universel
- L'Année cannelle
- La Bazoukada
- La Biguine party
- La bonne aventure
- La Désirade
- La Fiesta (souris à la vie)
- La Machine à danser
- La Samba du millénaire
- Le 14 juillet
- Le Bal masqué
- Le Cadeau du ciel
- Le Diable dans la maison
- Le Kout'cha
- Ma première biguine partie
- Ou bel Madinina
- Santa Maria de Guadaloupe
- Scandale dans la famille
- Sere mwen
- Simone (en hommage à Simone Signoret)
- Soca Party sur la plage
- Sur le marché de Marie-Galante
- Sur la Route du Rhum
- Un cadeau du ciel
- Viens pleurer
- Vive le douanier Rousseau

### Collaborations
- 2012 : Le Bal masqué avec Colonel Reyel et Lynnsha
- 2012 : C'est bon pour le moral avec Moussier Tombola
- 2012 : La Machine à danser avec Matt Houston

## Tournées et spectacles
- 1984 : Tournée en première partie de Patrick Sébastien
- 1985 : Tournée en France (conclue à L'Olympia)
- 1986 : Tournée en France
- 1987 : Tournée internationale (notamment Canada et France (conclue à l'Olympia)
- 1988 : Tournée aux États-Unis et au Canada
- 1989 : Tournée au Canada et en France (conclue à l'Olympia)
- 1994 : Tournée d'été
- 1996 : Tournée en France, Belgique, Italie, Espagne, Martinique et Guadeloupe + spectacle-croisière en Méditerranée et aux Caraïbes.
- 1997 : Tournée au Canada et en Espagne
- 1998 : Tournée en France, Belgique, Australie, océan Indien, Maroc , etc.
- 2000 : Concert au Capitole au Canada
- 2001 : Tournée au Canada, en France, en Belgique et en Suisse
- 2002 : Tournée d'été
- 2004 : Divers galas Espagne, et pays de langue espagnole, plusieurs dates au Canada et grande tournée d'été en France
- 2007 : Tournée dans les îles
- 2008 : Tournée au Canada
- 2009 : Tournée Âge tendre et Têtes de bois
- 2012 : Podium de l'été en Alsace à Ensisheim
- 2014 : Tournée gospel à travers la France (de mai à décembre)
- 2015 : Participation au défilé de nuit du Carnaval de Québec (février)
- 2015 : Participation au concert de la fête de la musique sur France 2
- 2015 : Participation au Festival du bout du monde (Presqu'île de Crozon)
- 2016 : Participation à la fête du lac de Chaillac (36)
- 2017 : Participation au Grand Blind Test du 17 février où ils font l'objet d'un medley.
- 2018 : Tournée du Québec[15]
- 2023 : Participation à un éco-concert à Varennes-Jarcy (91)
- 2023 : Tournée au Québec[16]
- 2024 : Participation à l'émission Mask Singer déguisés en la main